# سرگین‌چرخانیان
سرگین‌چرخانیان (نام علمی: Scarabaeinae) نام یک زیرخانواده از تیره سرگین‌چرخانان است.